# Pteruthius aenobarbus
Pteruthius aenobarbus là một loài chim trong họ Vireonidae.